# ドラマクイン
『ドラマクイン』(Drama Queen)は、市川苦楽による日本の漫画。ウェブコミック配信サイト『少年ジャンプ+』（集英社）にて、2024年12月2日から月曜更新で連載中。

## あらすじ
9年前に宇宙人が隕石を破壊して地球を救ったことで人間と宇宙人が共に住んでいる日本。とある工場で宇宙人の上司にこき使われるノマモトは、家族を宇宙人に殺されたという北見と出会う。そんなある日ノマモトの自宅に北見が宇宙人の死体を持ってくる。

## 登場人物
ノマモト
17歳女性。赤髪で長髪三つ編みツインテール。工場で上司の宇宙人に怒鳴られる日々だったが、宇宙人の死亡事故の責任を押し付けられ首になる。そんな中北見が持ってきた宇宙人の死体を調理して食べたことで宇宙人退治を考える。味覚は独特でよく泥酔してゲロを吐く。
北見青嵐（きたみ せいらん）
男性黒髪。ノマモトと一緒に工場で働いていてお互いの想いを話し合った結果仲良くなる。妹両親を宇宙人の交通事故で亡くしたことで宇宙人に敵意を持ち、ひょんなことから宇宙人を殺したことでノマモトと行動を共にする。
イグラスカル
男性。染髪短髪眼鏡。宇宙人を殺す手配師という仕事をしている。ノマモトらを一緒に仕事にしようと誘う。
背骨（せぼね）
女性。黒髪短髪。イグラスカルの部下でノマモトらをサポートするが自由奔放に動く二人に手を焼く。
リリィ♪
北見が働く工場の新社長に就任した宇宙人。ノリは軽いが情に厚い性格らしく何かと北見を気に掛ける。双子の弟のラリィ☆がいる。
ハニー
ノマモトの隣の部屋に住む宇宙人カップルの一人。シュガーに惚れ込んでおり、ヒモ状態の彼を養っている。
シュガー
ノマモトの隣の部屋に住む宇宙人カップルの一人。パチスロで散財したり、趣味は万引きGメンごっこと称してふらふらしている様子。

## 用語解説
宇宙人
地球を救ったことで人間と一緒に暮らしだす地球外生命体。日本語を話せる者もいるが大体は宇宙語で話して人間に対して横柄な態度をとることが多い。死亡すると鼻が異様に伸び、死体は数時間も経過すれば悪臭を放つようになり、たとえアスファルトに混ぜて埋めたとしても匂いが消えない。
瀬野尾市（せのおし）
ノマモトらが暮らす都市。人口48万人のうち、宇宙人が6万人いる。

## 制作
作者の市川は、怒りが「すごく純粋で信頼できる感情」であるとして、怒りをテーマにした作品への関心が強かったことから、本作を制作することを決めた。暗いテーマを扱っているため、市川は「陽気で読みやすい作品」になるようにキャラクターを明るく軽いノリにすることを意識している。
タイトルの「ドラマクイン」には「悲劇のヒロインぶってるヤツ」という意味が込められている。

## 書誌情報
- 市川苦楽『ドラマクイン』 集英社〈ジャンプ・コミックス〉、既刊3巻（2025年8月4日現在）
  1. 2025年3月4日発売[1][4]、ISBN 978-4-08-884497-8
  2. 2025年5月2日発売[5]、ISBN 978-4-08-884589-0
  3. 2025年8月4日発売[6]、ISBN 978-4-08-884637-8